# Bedwants
De bedwants (Cimex lectularius), vroeger wel wandluis genoemd, is een parasitair insect dat behoort tot de onderorde van de wantsen (Heteroptera). De wetenschappelijke naam van de soort werd in 1758 gepubliceerd door Carl Linnaeus in de tiende editie van Systema naturae.
De bijnaam wandluis is misleidend, want het dier is geen luis. Het insect moet niet verward worden met de kleerluis, die een enigszins vergelijkbare parasitaire leefwijze heeft.
De huidaandoening die deze wants veroorzaakt wordt in medische termen cimicosis genoemd.

## Uiterlijke kenmerken
De bedwants is een klein insect en wordt 5–6 mm lang. De kleur is roodbruin tot bruin; net vervelde exemplaren zijn lichter, maar kleuren bij. Het lichaam is breed en sterk afgeplat. Net als vlooien, waar bedwantsen overigens niet aan verwant zijn, stammen zij af van soorten met vleugels, die ze in de loop der tijd weer grotendeels verloren hebben. De restanten zijn zichtbaar als twee kleine 'flapjes' achter het halsschild. Op het achterlijf zijn verticale rijen haren aanwezig, waardoor de wants gestreept lijkt.

## Levenswijze
De bedwants leeft van bloed van onder andere de mens en dankt de naam aan de plek in huis waar zich doorgaans de meeste bedwantsen bevinden, namelijk in en rond het bed. De bedwants prikt door de huid met zijn steeksnuit; deze bestaat uit een buisje dat bloed zuigt en een tweede dat verdovende en antistollende stoffen injecteert. Hierdoor voelt men de beet niet en stolt het bloed minder snel, wat de stroom op gang houdt tot de wants genoeg heeft.
De wants is, zodra hij volwassen is, een goede overlever die maanden zonder voedsel kan. Door het afgeplatte lichaam kunnen de smalste spleten worden betreden, zoals de vele plooien in het beddengoed. Uitgeademde CO2 en lichaamswarmte trekken deze dieren aan. De bedwants kan in principe overal prikken, maar de benen lijken favoriet. De steekwondjes hebben veel weg van muggenbulten - kleine, rode bultjes. Soms zijn rijen bultjes aanwezig; deze zijn veroorzaakt door een bedwants die gestoord werd tijdens het voeden en meerdere malen kort na elkaar geprikt heeft. De wondjes genezen over het algemeen snel; soms komen huidinfecties voor of worden de bultjes opengekrabd waardoor littekens ontstaan. De rode vlekjes zijn pas na enkele weken volledig verdwenen. In tegenstelling tot andere bloedzuigende insecten zoals sommige muggen en vlooien, kan de bedwants geen ziektes overbrengen.
Bij de bevruchting van de bedwants vindt een traumatische inseminatie plaats; het mannetje maakt geen gebruik van een vrouwelijk geslachtsorgaan, maar maakt een gat in het vrouwtje om de geslachtscellen af te geven. De wijfjes leggen enkele tot ongeveer 10 eitjes per dag en in totaal ongeveer 200 gedurende hun leven. Uit een ei komt na ongeveer twee weken de nimf tevoorschijn, die uiterlijk al op de ouders lijkt. De nimf (onderaan afgebeeld) ondergaat een aantal vervellingen en is na zes weken volwassen.
Het is een kwestie van interpretatie of men de levenswijze van de bedwants aanduidt als parasitair. Sommigen beschouwen de bedwants als een ectoparasiet, een parasiet die leeft op of in de huid. Anderen zijn van mening dat de levenscyclus van de bedwants te zeer losstaat van de mens om de soort te karakteriseren als een parasiet. Mensen dragen bedwantsen niet mee op het lichaam. Bedwantsen bevinden zich 's nachts gedurende 5 tot 10 minuten op de huid, zo lang als nodig om zich te voeden met menselijk bloed. Vervolgens trekken ze zich terug in schuilplaatsen in en rond het bed.

## Gezondheidsklachten door bedwantsen
Bedwantsen bijten, waardoor je rode bultjes op je huid kunt krijgen. Deze bultjes zien eruit als muggenbulten en ze jeuken. Na een paar weken verdwijnen de bultjes. Bedwantsen bijten je vooral op plekken waar je lichaam het matras raakt. Typisch voor een bedwants is dat je vaak drie beten op een rijtje ziet.
Bedwantsen dragen geen ziektes over, maar de jeukende bultjes kunnen erg vervelend zijn. De meeste mensen krijgen ook veel stress van het idee dat er beestjes in hun bed zitten.

## Verspreiding
Aangenomen werd dat bedwantsen in de westerse wereld, onder andere als gevolg van het gebruik van DDT, uitgeroeid waren. De laatste jaren lijkt het insect echter bezig aan een terugkeer. Vanaf het begin van de jaren 2000 was dat onder andere het geval in New York. In Europa was de soort zeldzaam, maar de aantallen stijgen.
Ook in Nederland en België rukt de bedwants op. Vanaf 2007 is geconstateerd dat in hotels in Amsterdam en Brussel de bedwants weer met enige regelmaat voorkomt.
In september 2023 ontstond massahysterie over een vermeende acute invasie van de bedwants in Parijs, deels gebaseerd op nepnieuws.
In 2024 verklaarde een Franse minister hierover dat de controverse rond de bedwantsen op het openbaar vervoer versterkt werd door accounts gelinkt aan het Kremlin, om Frankrijk te destabiliseren en om een vals verband te leggen met de komst van Oekraïense vluchtelingen. Er werden zeven scholen gesloten door valse meldingen via sociale media.

## Bestrijding
Indien de bedwants in een ruimte wordt aangetroffen dan zal de gehele ruimte moeten worden behandeld. Bij een lokale behandeling is de kans zeer groot dat men eitjes of nimfen die elders al in de kamer aanwezig zijn, niet bestrijdt, en de plaag aanwezig blijft. Bij verdenking van bedwants wordt de ruimte onaangeroerd gelaten totdat inspectie en indien nodig bestrijding heeft plaatsgevonden. Dit om verspreiding te voorkomen. Matrassen behoeven meestal niet te worden weggegooid omdat men de bedwantsen daar bij een kleine besmetting vrijwel niet op terugvindt. Een lichte behandeling van het matras voldoet dikwijls al.
Na de Tweede Wereldoorlog werd gebruikgemaakt van waterstofcyanide (blauwzuur) en DDT om (hotel)kamers en woningen vrij te maken van bedwantsen. Deze middelen zijn later verboden wegens de gezondheidsrisico's.
Een bruikbare bestrijdingsmethode is het gebruik van diatomeeënaarde in de locaties waar de wants zich verstoppen. Een andere methode is het verhitten van mogelijke locaties naar boven de 50 °C met stoom, ook bijvoorbeeld matrassen.

## Andere soorten
De hier besproken soort Cimex lectularius is niet de enige bedwants, maar in gematigde streken wel de bekendste soort. In meer tropische streken komt Cimex hemipterus voor, die ook zuigt aan vleermuizen en vogels, en Leptocimex boueti in westelijk Afrika en Zuid-Amerika leeft van mensen- en vleermuizenbloed. Er zijn nog meer soorten, die voornamelijk van vleermuizen- en vogelbloed leven. Niet-verwante wantsen die van menselijk bloed leven, zoals de soort Triatoma infestans (onderaan afgebeeld), worden soms ook bedwants genoemd. Deze laatste soort behoort tot de roofwantsen en kan in tegenstelling tot de bedwants wel ziektes overbrengen, zoals de ziekte van Chagas, veroorzaakt door Trypanosoma cruzi.

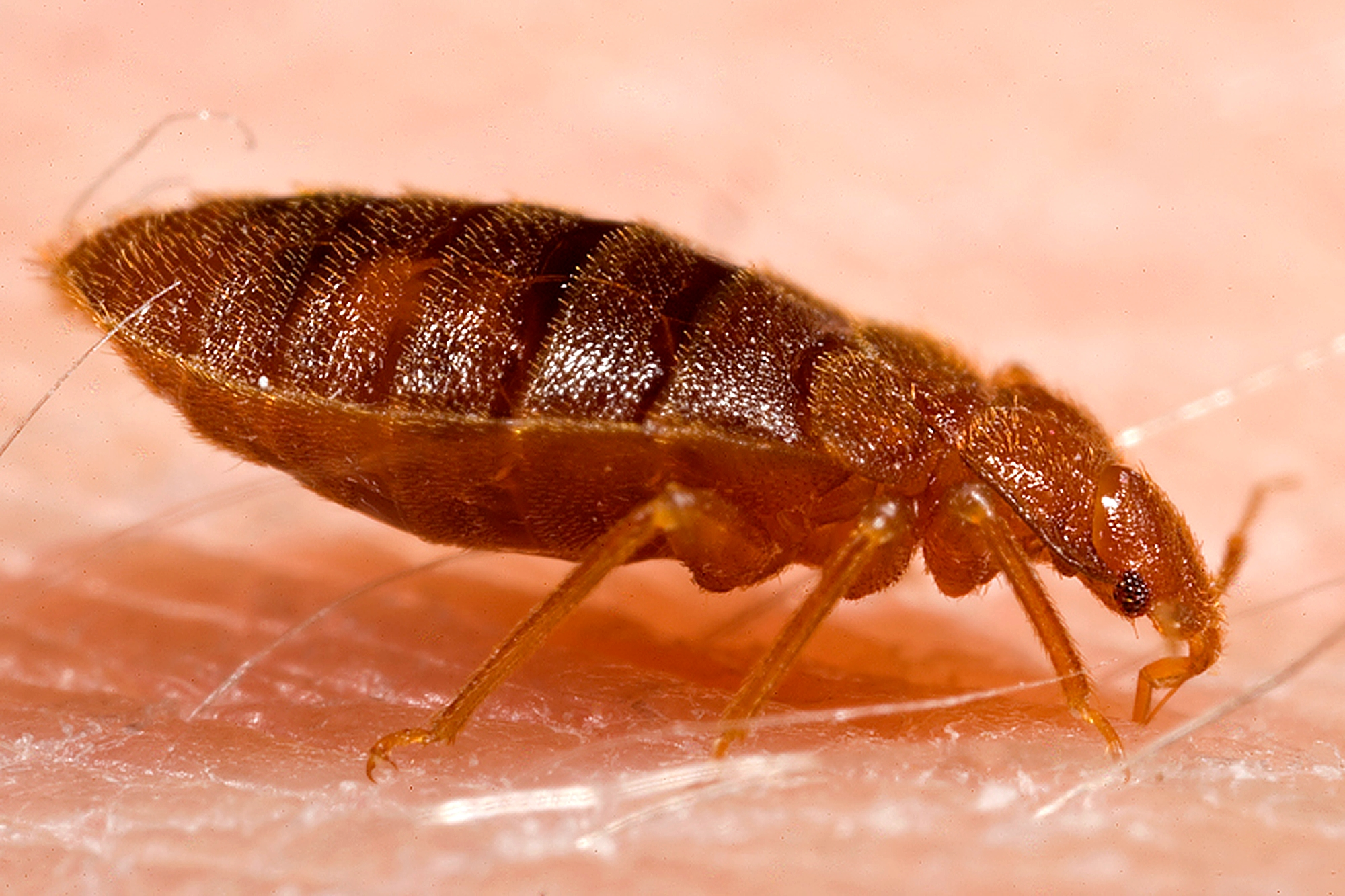
Zuigende bedwants
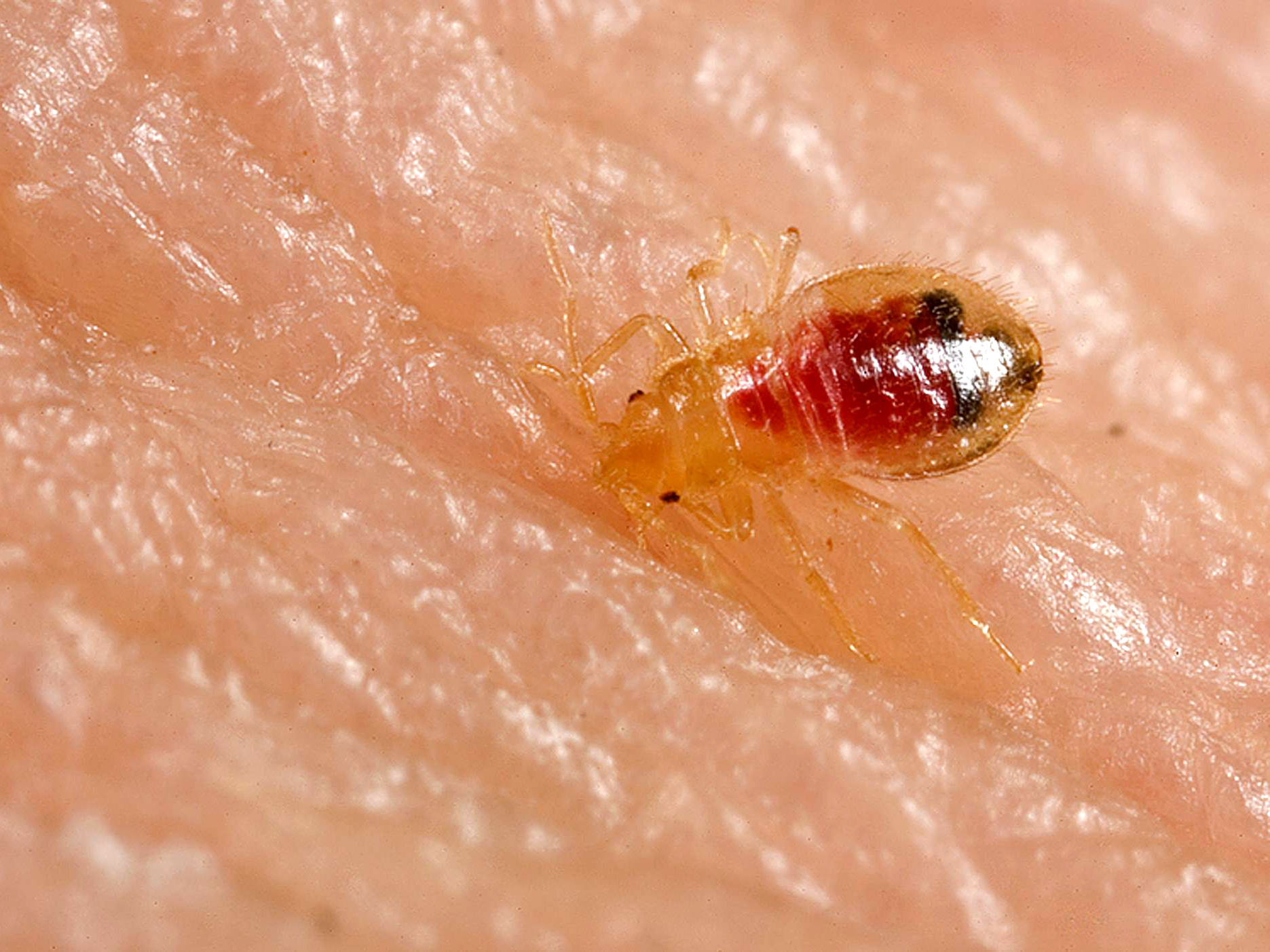
Een nimf van de bedwants
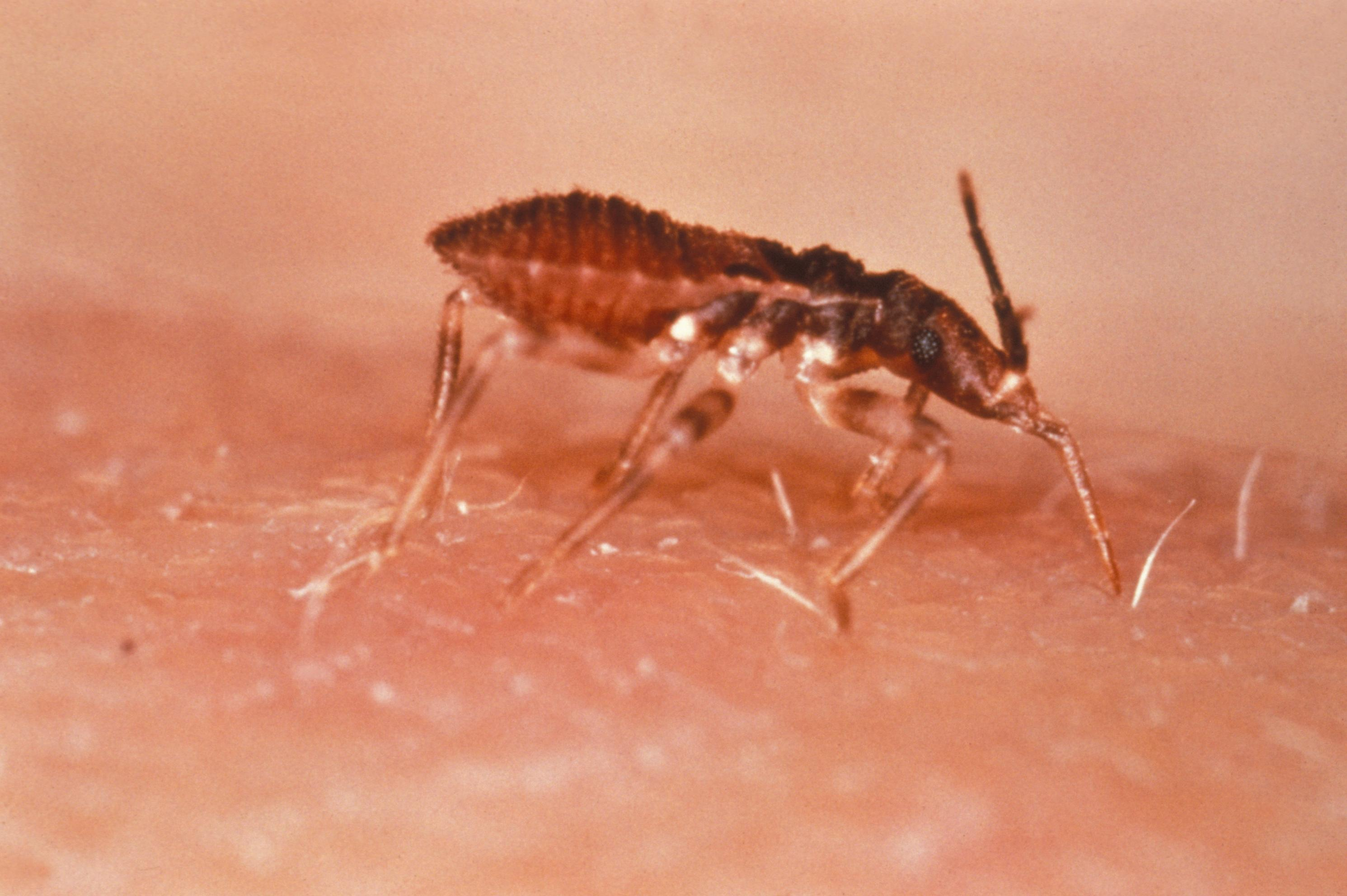
Triatoma infestans is ook een bloedzuigende wants maar behoort tot een andere familie (Reduviidae)
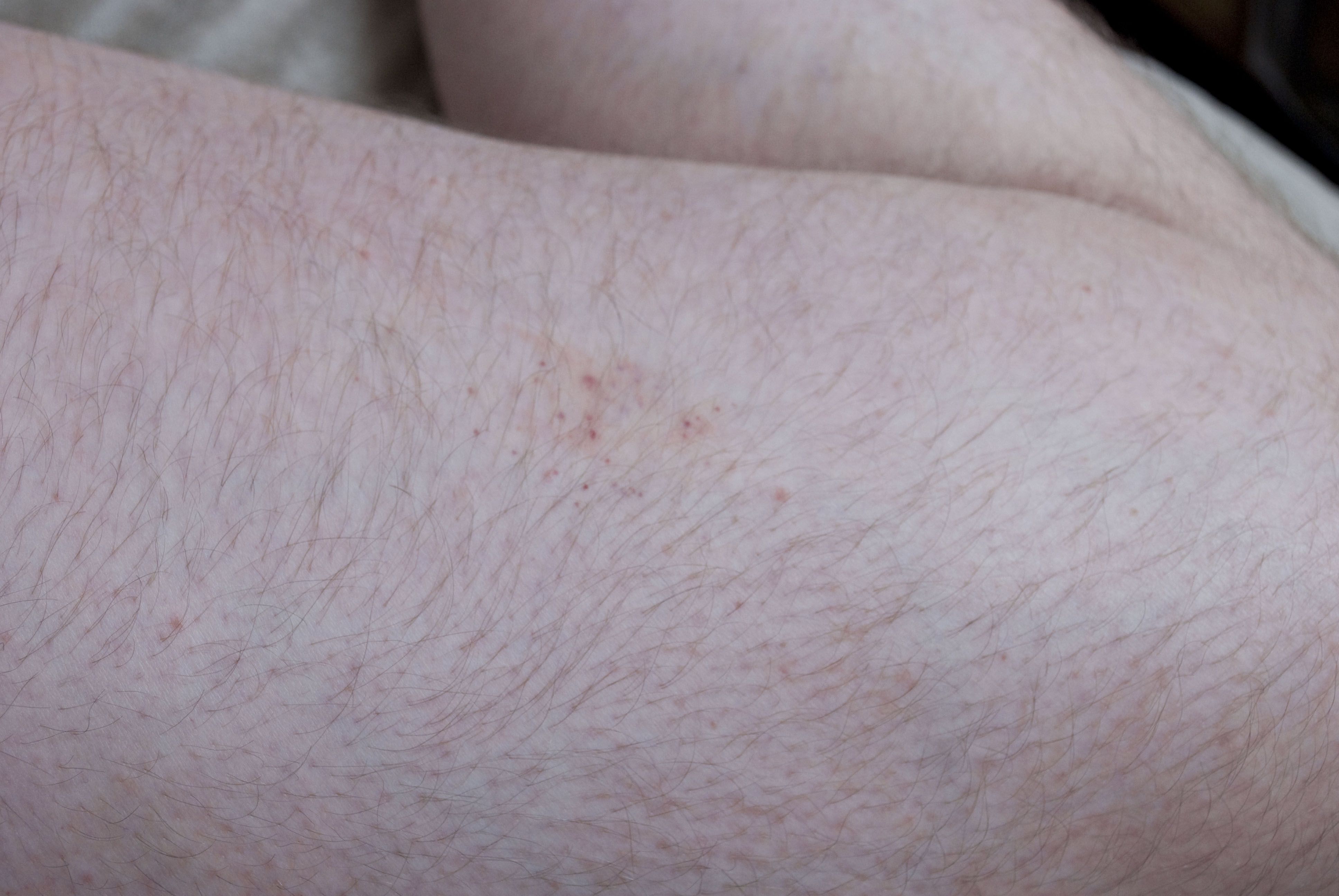
Bedwantsbeten op een dij